# Црна деверика
Црна деверика, позната и као јужна црна деверика, јужна деверика и плавоноса деверика (лат. Acanthopagrus butcheri), врста је морске и слатководне рибе из породице Sparidae. То је риба збијеног тела, која се повремено меша са другим сличним врстама које се јављају у оквиру њеног ареала распрострањења, али се од тих врста углавном разликује по недостатку жутих вентралних и аналних пераја. Јужна црна деверика је ендемична за подручје Аустралију, настањујући јужну обалу од Залива ајкула у западној Аустралији до Малакуте у Викторији, као и Тасманију. 
Врста је углавном становник естуара и приобалних језера, ретко улази у океан јер не може завршити свој животни циклус у потпуно морском окружењу. Током сезоне размножавања познато је да врста продире у горњи ток река да би се мрестила, да би неколико месеци касније јувенилне јединке допливале назад до естуара. Јужна црна деверика је опортунистички грабљивац и храни се широким спектром ракова, мекушаца, многочекињастих црва и риба. 
Ову врсту у великом обиму лове и комерцијални и аматерски риболовци због високог квалитета њеног меса, па се тако годишње улови преко 300 тона црне деверике. Она се такође често лови у оквиру спортског риболова, а посебно је атрактивна јер се лови на мамац. Бројне технике аквакултуре су развијене за ову врсту, пошто је главна препрека у повећању њеног броја управо спора стопа раста броја популације. 

## Таксономија и етимологија
Црна деверика је једна од 20 врста из рода Acanthopagrus, који је део породице Sparidae, која је даље смештена у подред гргечки. Јужна црна деверика је испрва често била замењивана са скоро идентичном сродном врстом која настањује источне обале Аустралије, Acanthopagrus australis, па су тако Рудал, Хејл и Шериден првобитне примерке груписали под именом Mylio australis. У студији аустралијских „сребрних деверика” из 1949. године, Јан Манро је открио да је M. australis у ствари представља две одвојене врсте, стварајући ново име врсте Mylio butcheri за јужну црну деверику. Манро је ову класификацију засновао на великом броју нових специмена, од којих је један био из Џипслендских језера у Викторији, које је одредио као холотип. Mylio butcheri је касније промењен у Acanthopagrus butcheri када је утврђен прави род ове врсте.
Acanthopagrus butcheri има низ уобичајених имена од којих се многа примењују на бројне сродне врсте риба, како у Аустралији, тако и широм света. Врсте се у научним публикацијама називају „јужна црна деверика” како би се избегло мешање са црним морском девериком и другим блиско сродним врстама, које лако добијају назив „црна деверика”. Врста је у региону у ком се може срести позната по називима „црна децерика”, „пертска деверика”, „џипсландска деверика” и „плавоноса деверика”. Ово последње име се користи за одрасле јединке изнад 1 килограма тежине, јер у том тренутку на њиховом предњем делу главе почиње да се види плавкаста нијанса. Одељење за животну средину, воде, баштину и уметност федералне владе Аустралије навело је име „црна деверика” као преферирано име,Australian Biological Resources Study (14 December 2012). "Species Acanthopagrus butcheri (Munro, 1949)". Australian Faunal Directory. Canberra, Australian Capital Territory: Department of the Environment, Water, Heritage and the Arts, Australian Government. Retrieved 15 September 2015.</ref> а то исто име усвојило је и Одељење за морска и атмосферска истраживања у комерцијалном риболову у Аустралији.

## Опис
Јужна црна деверика има збијено тело, са подједнако закривљеним дорзалним и вентралним профилом. Уста су умерене величине у поређењу са телом и садрже шест закривљених секутића који су смештени са предње стране горње и доње вилице. Кутњаци су постављени у низу од четири или пет са сваке стране горње вилице, а у низу од три или четири на странама доње вилице, која је стога мања од горње. Тело је прекривено великим крљуштима које могу бити циклоидне или слабо ктеноидне. Глава је углавном без крљушти, са изузетком делова оперкулума. Облога од крљушти такође прекрива и основе меких леђних, аналних и каудалних пераја. Број бочних линија је 52—58. Постоји једно леђно пераје која креће мало иза задњег руба оперкулума, а састоји се од 10 до 13 бодљи смештених између 10 до 13 гребена. Анално пераје се састоји од 3 бодље које се налазе пре 8 до 10 меких гребена, док прсно пераје има 14 до 16 гребена, а вентрално има једну велику бодљу и 5 меких гребена. Јужна црна деверика је златно-смеђе или бронзане боје на леђима и на боковима, са зеленкастим одсјајима када је чиста, док су трбух и брада бели. Пераја су сва тамне боје, а каудална пераја често је тамне маслинасте боје.  Познато је да врста достиже максималну дужину од 60 центиметара и тежину од 4 килограма, али су много чешћи примерци дужине 23—25 центиметара и до 2 килограма.

## Распрострањеност и станиште
Ова врста рибе је ендемична за јужну Аустралију, настањује обалне воде од Залива ајкула, Западну Аустралију на западу до Малакуте у Викторији на истоку и југу око целе обале Тасманије. Црна деверика је првенствено обална врста, мада се повремено може видети и на дубљим гребенима на континенталном прагу. Углавном настањује области око естуара, продирући далеко узводно у слатководе потоке и реке током летње сезоне мрешћења. Такође је познато да настањује бројна приобална језера и повремено отворене естуаре. У естуарском и слатководном окружењу траже заклон испод палих грана дрвећа, насипа, брана, празних шкољки острига и каменитих подручја, док се у дубљим пределима приморских језера често налазе изнад блатних површина и песковитог дна. Врста се ретко може наћи у океану, али је често речна струја, за време већег протока река, пребацује у море и може успешно да преживи у морском окружењу, где насељава приобалне гребене и камените обале. 
Црна деверика је најчешћа у јужној Викторији, где настањује бројне естуаре. Језера Џипсленд, ушће Малакута и језеро Тајерс су најгушће насељена водена подручја у овој држави, а врста се често налази дуж обале. Није толико честа у Јужној Аустралији, с тим да су Острво Кенгура и острво Куронг главни региони за производњу деверика у држави. Мали број јединки може бити у корелацији са генералним недостатком река и естуара у држави, мада је црна деверика хватана замкама за јастоге у прилично неочекиваним пределима, укључујући заливе, као и дубоке стеновите гребене у близини залива Стрики. Јужна црна деверика преовлађује у јужном делу западне Аустралије, а велики број ушћа пун је јединки ове врсте. Познато је да се у заливима Калма и Стоукс налазе велике популације риба. 

## Биологија

### Исхрана
Јужна црна деверика је опортунистички сваштојед и храни се широким спектром плена, укључујући сесилне, подземне, бентоске и пелагичне врсте. Исхрана јединки варира у зависности од реке у којој живе, при чему њихове опортунистичке методе храњења показују мали зависност од годишњих доба, мада изгледа да имају одређене преференције плена када су присутне две или више могућих врста плена. Љускари, укључујући крабе, шкампе, амфиподе и копеподе, најчешћи су плен, уз велики број многочекињастих и чланковитих црва. Шкољке, попут дагњи и оних из породице Cardiidae, лако дроби снажним чељустима, а храни се и ситним рибама попут гобија и сардела. Алге рода Enteromorpha су такође главни састојак исхране код већине јединки. Рибе које се хране у горњим токовима река имају различиту исхрану која обухвата слатководну фауну, односно инсекте, животиње из родова Craterocephalus и Artemia, пуноглавце и пужеве. Студије из реке Свон указују на то да постоји промена у исхрани у зависности од старости јединке. Млађе рибе конзумирају амфиподе, многочетинаше и ситне јединке разних мекушаца. Број амфипода које се уносе се смањује са старошћу, док се повећава број унетих великих мекушаца, ракова и правих кошљориба. Рибе активно траже храну по дну док пливају са спуштеном главом, хватајући свој плен тако што се само обруше на њега, гутајћу га уз мало жвакања. 

### Размножавање
Ова риба достиже полну зрелост у различито време, а она зависи од конкретног дела ареала у коме живи дата јединка, при чему западне и јужноаустралијске рибе полно сазру са старости од две до три године, док јединке које живе у држави Викторија сазревају са пет година старости.  Постоји такође разлика у годинама сазревања међу половима, па тако женке обично сазревају годину дана касније од мушкараца. Време мрешћења је такође променљиво широм ареала, па се тако рибе у Западној Аустралији мресте од јула до новембра, а у Јужној Аустралији између новембра и јануара, док се јединке које живе у Викторији мресте од октобра до новембра. Риба која се размножава мигрира у горње токове река и потока, где полаже јаја, при чему свака риба производи до три милиона јаја годишње. Јаја су ситна и пелагична, излежу се два дана након оплодње. Младе деверике проводе наредне четири године свог живота живећи у рекама, естуарима и на обалама, а често се могу видети у великим јатима како пливају изнад морске траве у плитким водама естуара. Када наврше пет година, рибе које живе у приобланом подручју премештају се даље од обале до дубљих гребена, враћајући се касније у реке да би се мрестиле, јер не могу да заврше свој репродуктивни циклус у океану.  Познато је да јужна црна деверика може да живи до 29 година. 
Примећене су бројне необичне репродуктивне особине код ове врсте, укључујући бројне хермафродитне јединке које имају и функционалне јајнике и тестисе, а повремено се примећује и могућност промене пола код јединки. Познато је да се врста хибридизира са сродном врстом Acanthopagrus australis формирајући одрживо потомство које је даље способно да се укршта са матичном врстом. Овакав случај је познат само из једног обалног језера у којем су две врсте биле затворене заједно и ограничене копном током дужег периода, што је утицало на и поспешило укрштање врста тако да је настало потомство поседовало морфолошке особине обе врсте. Услови потребни за долазак до хибридизације су, међутим, сувише ретки да би се ове две рибе разматрале и посматрале као две подврсте или чак једна врста. 

### Предатори
Поред људи, разне морске птице главни су предатори, а најчешћи су пеликани, мали црни корморани и велики корморани. Ову врсту такође конзумирају веће рибе, укључујући ајкуле, раже и бројне велике кошљорибе попут врсте Argyrosomus japonicus као и бројних врста из породице Platycephalidae. Црну деверику нападају бројни ектопаразити, укључујући врсте из групе Copepoda, Monogenea, Branchiura, мокрица и пијавица.

## Однос према људима
Јужна црна деверика је једна од најважнијих врста комерцијалног и рекреативног риболова широм њеног ареала распрострањења, а цењена је због свог ароматичног и влажног меса. Због своје високе вредности, као и високе толеранције на широк распон салинитета, врста је постала веома популарна у аквакултури. 

### Комерцијални риболов
Јужна црна деверика је једна од најважнијих врста у комерцијалном рибарству како у Викторији, тако и у јужном делу Западне Аустралије, мада се у мањем броју лови у водама јужне Аустралије због мале популације. У Викторији се улови највише рибе, а само регион Џипсленд производи 80% улова у целој држави. A. butcheri се лови из језера Џипсленд од 1880-их, када су били главна врста за лов, мада су током 1920-их ципле постале најчешће уловљена врста у језерима. Улов деверика из језера сада варира између 200 и 400 тона годишње. Увала Малакута и језеро Тајерс чине друге важне регионе у држави у којима се лови деверика. У Јужној Аустралији се деверика комерцијално лови из Куронга у коме се од 1970-их хвата 10 до 70 тона годишње. У доњој западној Аустралији увале Калам и Стоукс имају највећи део државног улова, с тим да је почетком 1990-их обим улова био знатно већи него сада. Током 1970-их и 1980-их, Западна Аустралија имала је скроман улов деверика од око 26 тона годишње, цифра која се у сезони 1992/3. попела на 103,9 тона, пре него што се опет смањила на око 28 тона годишње од 2000. године. Рибе се најчешће уз помоћ разних мрежа, а продају се свеже целе или као филети на локалним пијацама широм Аустралије.

### Рекреативни риболов
Јужна црна деверика је дуго био омиљена мета риболоваца који трагају за врстама како због њихових борбених квалитета, тако и због високог квалитета меса. Деверика је такође популарна због њене приступачности, пошто се лако може уловити у лукама и естуарима близу обала, чиме елиминише потребу за бродом у већини регија. Истраживање у Западној Аустралији показало је да риболови аматери хватају веће количине ове рибе неголи комерцијални риболовци, а истраживање из 1979. показало је да су риболовци ухватили најмање 232 тоне, што је више него дупло од комерцијалног улова на његовом врхунцу, мада је са појавом система „улов и пуштање” овај број у знатној мери опао.
Деверика се обично хвата око разних грађевина у естуарма, укључујући пале гране, пристаништа, стене, мостове и друге грађевине које је створио човек, као и на пешчаним и блатњавим обалама, где живе шкољке и ракови. Иако је деверика опортунистички ловац, на подручјима која су изложена великом риболовном притиску често их је тешко уловити. Користе се лаке струне и пловци како би се избегло препадање рибе и, као и код већине других риба, живи мамац даје најбоље резултате. Разни ракови попут козица и краба обично се користе упоредо са различитим врстама глиста и црва. Смрзнути и исечени мамац као што су козице, шкољке и комади рибе су такође ефикасни. У рекама са бржим протоком воде су углавном потребни тежи пловци како би се мамац задржао на једном месту довољно дуго да га риба примиети. Такође популарна техника лова је убацивање врећа са исецканим сардинама или пилећим комадима натопљеним у рибљем уљу. У последњих неколико година, употреба мамаца и муве на црну деверију је успешно развијена. 
Јужна црна деверика заштићена је ограничењем величине рибе и вреће које се њима могу напунити у свим државама у којима живи, којих риболовци морају бити свесни јер су у супротном у обавези да плате новчане казне. У Западној Аустралији ограничење величине је 25 центиметара и могу се уловити само 2 рибе изнад 40 центиметара из река Сван или Кенинг, док ограничење вреће варира у целој држави тако да је на западној обали дозвољено 4 по риболовцу, у Гаскојну 8, а у јужној и северној 20 по риболовцу. У Јужној Аустралији дневно ограничење вреће је 10 по особи, а најмања законска величина 30 центиметара, а исто ограничење је и у Викторији. 

### Аквакултура
Јужна црна деверика се релативно лако узгаја у заточеништву, а риба се обично мрести током њене природне сезоне мреста, без потребе за додавањем хормона. Упркос томе, ова деверика се не узгаја на комерцијалној основи због релативно спорог раста и ниског опоравка јединки. Истраживања која је Саре спровео 1999. године, међутим, показала су да врста може добро да опстане у сланим базенима са довољно дубоким водама све док има хране у изобиљу. То је довело до предлога о узгоју врста у сланим рибњацима које би се користиле за рекреативни риболов, слично као што су пастрмка и барамунда узгајају у Аустралији. Иако је стопа раста тренутно преспора за потребе производње хране, генетска селекција може омогућити узгој брзорастућих риба за потребе тржишта. Јужна црна деверика се тренутно мрессти у естуарима и приобалним језерима и самим тим су услови неопходни за успешно мрешћење већ добро познати.

## Сличне врсте
Бројни други припадници породице Sparidae насељавају аустралијске воде и могу се помешати са A. butcheri . Најсличнија црној деверики је врста Acanthopagrus australis, чији се ареали преклапају у северној Викторији, а догађаји хибридизације указују на тек недавно време дивергенције, што је довело до тога да постоји мањи број генетских разлика између врста. Ова врста се од црне деверике разликује по томе што има карактеристична жута пераја. Црна деверика се у западном делу свог ареала преклапа са врстом Acanthopagrus morrisoni, која се од ње разликује по истакнутим жутим вентралним, аналним и доњим каудалним перајама. Врста Rhabdosargus sarba такође има облик сличан црној деверики, али поседује златне водоравне пруге које омогућавају лакшу идентификацију и разлику између ове две врсте. 